# Yakuza 0
Yakuza 0 — компьютерная игра в жанре приключенческого боевика, разработанная и изданная Sega. Шестая основная часть серии Yakuza. Игра была выпущена для платформ PlayStation 3 и PlayStation 4 в 2015 году, для Microsoft Windows в 2018 году и для Xbox One в 2020 году. Yakuza 0 — приквел к первой игре серии Yakuza, выпущенной в 2005 году.

## Игровой процесс
Игровой процесс Yakuza 0 схож с другими играми серии. Геймплей разделён на два режима: «Приключение» (англ. Adventure) и «Бой» (англ. Combat), между которыми можно переключаться. В режиме «Приключение» игрок может исследовать город, беседовать с неигровыми персонажами, совершать покупки в магазине, играть в мини-игры и т. д. В режиме «Бой», благодаря специальным приёмам, игрок должен драться с соперниками. Для улучшения боевых способностей протагониста есть возможность покупки новых боевых приёмов за внутриигровую валюту. Значительным отличием Yakuza 0 от предыдущих игр серии является возможность выбора для каждого персонажа одного из четырёх боевых стилей, который можно сменить во время боя.
Действие игры происходит в декабре 1988 года. Всего в игре доступны 2 города: вымышленные районы Камуротё, соответствующий токийскому кварталу Кабуки-тё, и Сотэнбори — воссоздан с района Дотонбори (Осака). В разных главах можно играть за одного из двух игровых персонажей: Кадзуму Кирю и Горо Мадзиму.
Значительный объём игры составляют необязательные побочные миссии.

## Сюжет
В декабре 1988 года двое героев из мира якудза — Кадзума Кирю (молодой якудза низшего ранга из региона Канто) и Горо Мадзима (менеджер кабаре, бывший якудза из региона Кансай, изгнанный из клана, но желающий во что бы то ни стало вернуться) — оказываются втянуты в борьбу за небольшой «пустой участок» земли в центре района Камуротё, который притягивает преступные силы со всей Японии.
Сюжетная линия игры разбита на 2 линии, которые косвенно пересекаются по ходу истории
История Кадзумы Кирю: По просьбе ростовщика, Кирю кулаками выбивает долг из мужчины, который позже оказывается застрелен в закоулке, именуемом «пустой участок». Интриги внутри клана Тодзё заставляют Кирю покинуть якудза и, после боя с одним из «лейтенантов» клана, присоединиться к крупному бизнесмену Тэцу Татибане, методы которого не слишком отличаются от якудза, и его компании «Tachibana Real Estate». Клан Тодзё объявляет охоту на Кирю, и Татибане приходится прятать его от их глаз, пока он пытается договориться с кланом Тодзё как насчёт «пустого участка», так и насчёт жизни Кадзумы Кирю.
Линия Горо Мадзимы: Горо Мадзима после пыток (в результате чего он потерял один глаз и потому ходит с повязкой) и изгнания из клана работает менеджером в престижном кабаре. Для возможности снова стать якудза, его руководитель требует сначала огромных прибылей от кабаре, а затем убийства человека по имени Макото Макимура.

## Разработка и выпуск
Скорый выход игры был объявлен на специальном событии Yakuza 24 августа 2014 года. Ей сопутствовал трейлер.
В феврале 2015 года в Японии вышла бесплатная сопутствующая игра Ryū ga Gotoku 0: Free to Play Application for PlayStation Vita для платформы PlayStation Vita.
Планы по локализации на китайский язык были объявлены в 2014 году; перевод вышел в мае 2015 года.
Локализацию на английский язык возглавил Скотт Стричарт — ассоциированный продюсер из Atlus USA (дочерней компании Sega), впоследствии переводившего игры Yakuza Kiwami, Yakuza Kiwami 2 и Yakuza 6. Перевод Yakuza 0, содержащую 1,8 млн. японских иероглифов, занял полтора года.
Портированием игры на платформу Microsoft Windows занималась студия Lab42 (Великобритания). 14 ноября 2019 года на мероприятии X019 было анонсировано, что Yakuza 0, Yakuza Kiwami и Yakuza Kiwami 2 также выйдут на Xbox One в 2020 году.
2 апреля 2025 года было объявлено, что для консоли Nintendo Switch 2 будет выпущена расширенная версия игры с подзаголовком Director’s Cut, которая будет включать в себя сетевой PvP-режим Red Light Raid и новые катсцены, созданные для большего понимания истории. Данная версия выйдет 5 июня 2025 года как игра стартовой линейки для Nintendo Switch 2.

## Оценки и продажи
| Сводный рейтинг       | Сводный рейтинг              |
| Агрегатор             | Оценка                       |
| --------------------- | ---------------------------- |
| GameRankings          | - PS4: 85,81 % - PC: 89,55 % |
| Metacritic            | 85/100                       |
| Иноязычные издания    |                              |
| Издание               | Оценка                       |
| Destructoid           | 9/10                         |
| EGM                   | 5/10                         |
| Famitsu               | 36/40                        |
| Game Informer         | 9,25/10                      |
| GameSpot              | 8/10                         |
| GamesRadar+           | [ 23 ]                       |
| IGN                   | 8,5/10                       |
| Polygon               | 8/10                         |
| PlayStation LifeStyle | 9/10                         |
| The Independent       | [ 27 ]                       |
| The Jimquisition      | 9,5/10                       |
| Русскоязычные издания |                              |
| Издание               | Оценка                       |
| «Игры Mail.ru»        | 9/10                         |

Yakuza 0 получила в основном положительные отзывы по данным агрегатора рецензий Metacritic.
В первую неделю после выхода в Японии игра заняла 1 место по продажам. Версии для PlayStation 3 и PlayStation 4 были проданы в количестве 146 тыс. и 90 тыс. копий соответственно.
Из-за весьма положительного приёма серии игры Yakuza на Западе, компания Sega в мае 2018 года объявила, что выпустит обновлённые версии игр Yakuza 3, Yakuza 4 и Yakuza 5 для PlayStation 4.
К июню 2015 года продажи игры на японском и китайском языках превысили 500 тыс. копий.
| Год  | Премия                                                | Категория                                                    | Результат | Ссылка        |
| ---- | ----------------------------------------------------- | ------------------------------------------------------------ | --------- | ------------- |
| 2017 | Golden Joystick Awards                                | PlayStation Game of the Year (Игра года на PlayStation)      | Номинация | [ 33 ]        |
| 2018 | National Academy of Video Game Trade Reviewers Awards | Game, Franchise Action (Игра в жанре экшен)                  | Номинация | [ 34 ] [ 35 ] |
| 2018 | National Academy of Video Game Trade Reviewers Awards | Original Light Mix Score, Franchise (Оригинальный саундтрек) | Номинация | [ 34 ] [ 35 ] |

### Комментарии
1. ↑  Портирование на Microsoft Windows — студия Lab42[1].
2. ↑  Ryū ga Gotoku 0: Free to Play Application for PlayStation Vita (яп. 龍が如く0 基本無料アプリ for PlayStation Vita)